# Færøerne ved Island Games 2013
Færøerne deltog ved Island Games 2013 med 100 sportsudøvere, som konkurrerede i 11 sportsgrene: badminton, beachvolley, gymnastik, volleyball, mountainbike, atletik, golf, skydning, cykling, tennis og triatlon. De færøske landshold rejste til Bermuda med Atlantic Airways, som mellemlandede i Island og i Canada på vej derover. Færøerne endte på en 7. plads med 10 guld, 12 sølv og 14 bronze medaljer. Færøerne plejer at vinde flere medaljer end i 2013, f.eks. indenfor svømning og bueskydning, men denne gang valgte forbundene for disse sportsgrene ikke at deltage af forskellige årsager, dels at det var for dyrt at rejse så lang vej og dels så var der Europæisk Mesterskab for juniorer (EJM) i svømning samtidig, og det fik højere prioritet i 2013. I gennemsnit har hver anden af Færøernes vundne medaljer ved Island Games været vundet i svømning.

## Medaljer

### 1. dag, 14. juli 2013
- Guld i gymnastik for hold, de fire på holdet var: Bogi Berg, Øssur Debes Eiriksfoss, Olivur Debes Eiriksfoss og Jóni Brandsson Christiansen. Guldet var Færøernes første indenfor holdgymnastik.[3]
- Guld i skeet for hold (skydesport), det var Marius Joensen og Sámal Debes, der vandt guld med 167 point.[4]
- Sølv i 100 km cykling - Torkil Veyhe
- Sølv i triatlon - Guðmundur Joensen[5]
- Bronze i gymnastik for hold - Fríðhild Reinert Norðgerð, Birita Poulsen, Anita Sigmarsdóttir Davidsen, Eydna Eivindardóttir Danielsen og Katrin Sólrunardóttir Wardum

### 2. dag, 15. juli 2013
- Guld i 10.000 meter løb, kvinder, Valborg Heinesen med tiden 38:01.20[6] minutter.
- Sølv i højdespring - Øssur Debes Eiriksfoss sprang 2,01 meter, som var ny færøsk rekord.[7]
- Bronze i Trap (skydning) - Esmar Andreasen og Ragnar við Streym, de fik 137 point, Menorca vandt med 157 point og Cayman Islands fik sølv med 150 point. Dette var første gang nogensinde, at Færøerne har vundet nogen medalje i trap.[8]
- Bronze i badminton, hold - i kampen om bronze vandt Færøerne 3-0 mod Bermuda, Niclas Eysturoy vandt i mændenes single (2-0). Rannvá Carlsson vandt i kvindernes single (2-0). Og den tredje og afgørende kamp vandt Niclas Eysturoy og Flóvin Mikkelsen i mændenes double (2-0)[9]
- Bronze i 10.000 meter løb, mænd - Marnar Djurhuus med tiden 33:14.40 minutter.

### 3. dag, 16. juli 2013
- Guld i gymnastik, i ringe - Valery Savins[10]
- Guld i gymnastik, i spring over hest - Øssur Debes Eiriksfoss
- Sølv i gymnastik, på gulvet - Øssur Debes Eiriksfoss
- Sølv i gymnastik, i ringe - Øssur Debes Eiriksfoss
- Sølv i gymnastik, i bar - Øssur Debes Eiriksfoss
- Sølv i cykling, enkeltstart, mænd - Torkil Veyhe[11]
- Bronze i gymnastik, i ringe - Bogi Berg
- Bronze i gymnastik, i lopi um hest - Bogi Berg
- Bronze i cykling, enkeltstart, kvinder - Súsanna Skylv Sørensen
- Bronze i diskoskast - Heri Ziska, han kastede 39,77 meter.[12]

### 4. dag, 17. juli 2013
- Guld i skydesport - Marius F. Joensen
- Bronze i 5000 meter løb - Marnar Djurhuus med tiden 15.46,70 minutter.[13]
- Bronze i spydkast - Rógvi Højgaard, som kastede 54,05 meter.
- Bronze i mountainbike, Cross Country - Helgi Winther Olsen med tiden 1.24.43,355

### 5. dag, 18. juli 2013
- Guld i gymnastik, i spring over hest - Øssur Debes Eiriksfoss
- Sølv i gymnastik, i spring over hest - Bogi Berg
- Sølv i gymnastik, i reck - Jóni Brandsson Christiansen
- Sølv i gymnastik, i ringe -  Øssur Debes Eiriksfoss
- Bronze i gymnastik, i spring over hest - Aron Jacobsen
- Bronze i gymnastik, i paralelbar - Aron Jacobsen[14]

### 6. dag, 19. juli 2013
- Guld i volleyball, kvinder, de vandt finalen 3-2 mod Saarema. Først vandt Saaremaa de første to sæt 25-21 og 25-21, derefter vandt Færøerne 3., 4. og 5. sæt 25-16, 25-21 og 15-7.[15]
- Guld i badminton i mix double - Rannvá D. Carlsson og Niclas Eysturoy[16]
- Sølv i badminton, kvindernes double - Rannvá Djurhuus Carlsson og Brynhild Djurhuus Carlsson, de vandt semifinalen 2-1 mod Guernsey og tabte 0-2 i finalen mod Isle of Man.
- Bronze i badminton, single, kvinder - Rannvá Djurhuus Carlsson.

## Dødsulykke efter hjemkomsten
Landsholdene fra Færøerne, som var til Island Games på Bermuda, kom hjem igen til Færøerne søndag formiddag den 21. juli 2013. På vej til Thorshavn skete der en tragisk trafikulykke, da en taxa kørte med høj hastighed ud av vejen ved Sandavágshals (mellem bygden Sandavágur på Vágar og undersøtunnellen mellem Vágar og Streymoy), og alle tre mænd som kørte med bilen omkom. De tre personer var: Vilhjálmur Gregoriussen, som var formand for Badmintonsamband Føroya (Færøernes Badmintonforbund)  og direktør for Vinnuháskúlin, Høgni Carlsson, som var aktiv indenfor badminton på Færøerne og var med på Bermuda som holdleder for badmintonlandsholdet, og Hans Mortensen, som kørte taxa'en. Høgni Carlsson var også far til de to badmintonspillere Rannvá Djurhuus Carlsson og Brynhild Carlsson, som vandt fire medaljer ved Island Games i Bermuda.